# Nafanua
De Nafanua is een onderzeese vulkaan in de Grote Oceaan. De krater van de Nafanua bevindt zich in de krater van een andere, grotere onderzeese vulkaan, de Vailulu'u. De Nafanua is genoemd naar de Samoaanse godin van de oorlog.
De Nafanua is ontdekt in 2005 en het groeitempo bedroeg toen gemiddeld 20 centimeter per dag.